# 龙兴寺 (新绛)
新绛龙兴寺，又称龙兴宫，位于中国山西省运城市新绛县县城龙兴镇北大街尽头的高岗上，为该城最高建筑物。已列为全国重点文物保护单位。

## 历史
新绛龙兴寺始建于唐朝初年，原名碧落观，著名的《碧落碑》即在此刊刻。唐高宗咸亨元年（670年）改为龙兴寺。会昌灭佛期间被毁。后宋太祖赵匡胤曾在此停留，改为行宫。后恢复为龙兴寺。清朝乾隆四十九年(1784年)重建。清康熙四十魄哧(1708)、乾隆四十二年(1777)及1941年(民国30年)年重修

## 建筑

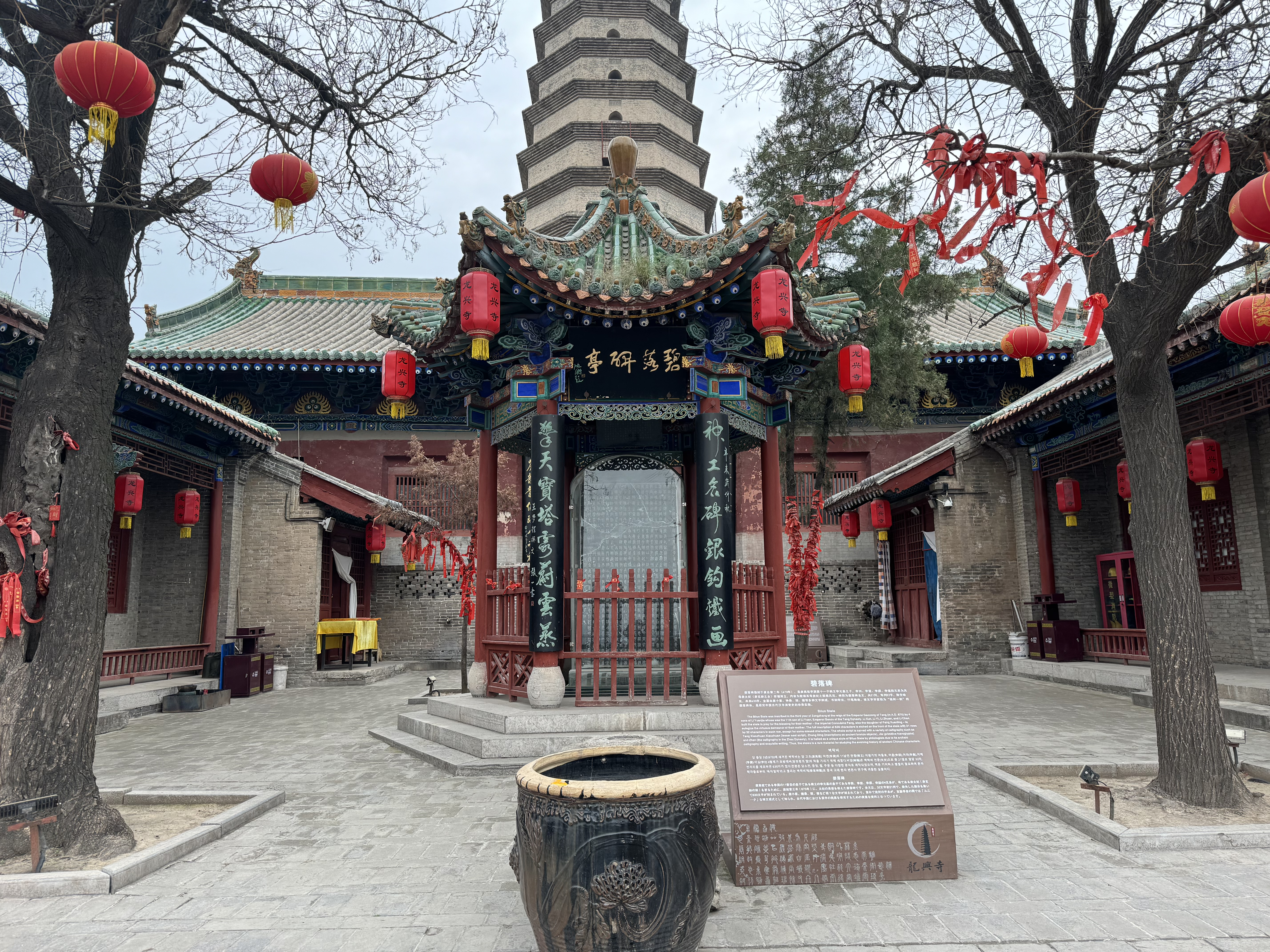
碧落碑亭

殿后为龙兴宝塔，为八角楼阁式砖塔，青砖砌筑。原为八层，清朝乾隆四十二年(1777年)坍塌，四十九年(1784年)重建时增加五层，为八角十三级，高42.4米。每层均有匾额，分别为：“一柱擎天”、“两茎仙掌”、“三汲龙门、“四大跻空、“五云献瑞、“六鳌首载、“七星召应”、“八风协律、“九掳看花、“十园蓉镜、“十方一览”、“十二碧城”、“十州三岛”。底座有知州武进题书的砖雕楹联：“雷雨平临咫尺看龙门之变”、“慈云遥接飞腾争雁塔之高”。1941年重修。塔顶已出现多次不明原因的冒烟现象（1899年、1929年、1937年、1971年、1976年）。

寺东西廊房及山门系1991年新建，塔东南台阶下有两座1995年从寺外搬迁来的宋金砖墓室。1991年，在该寺地下发现“荀子故里”石匾额，佐证荀子为山西新绛人。

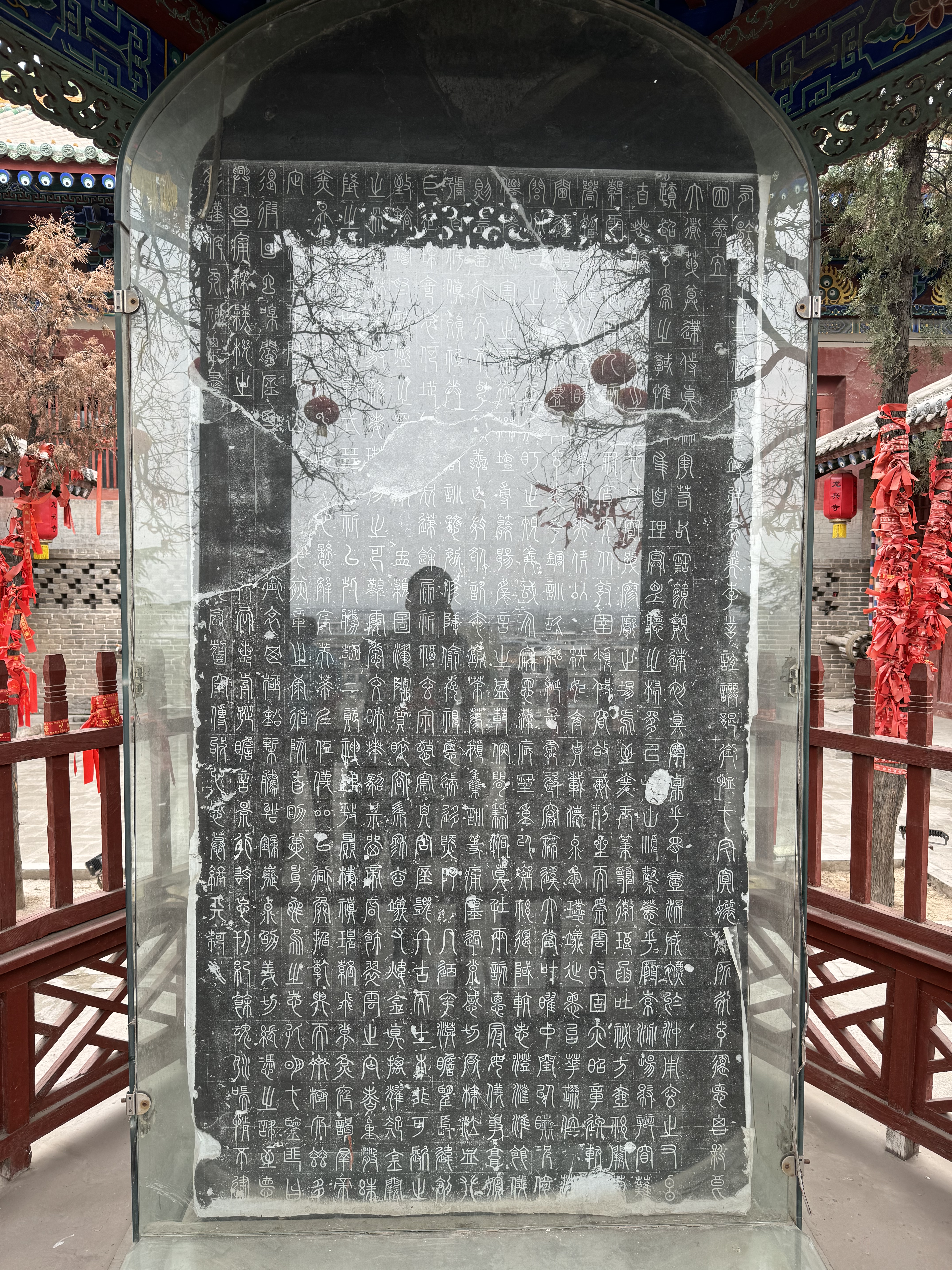
绛州碧落碑
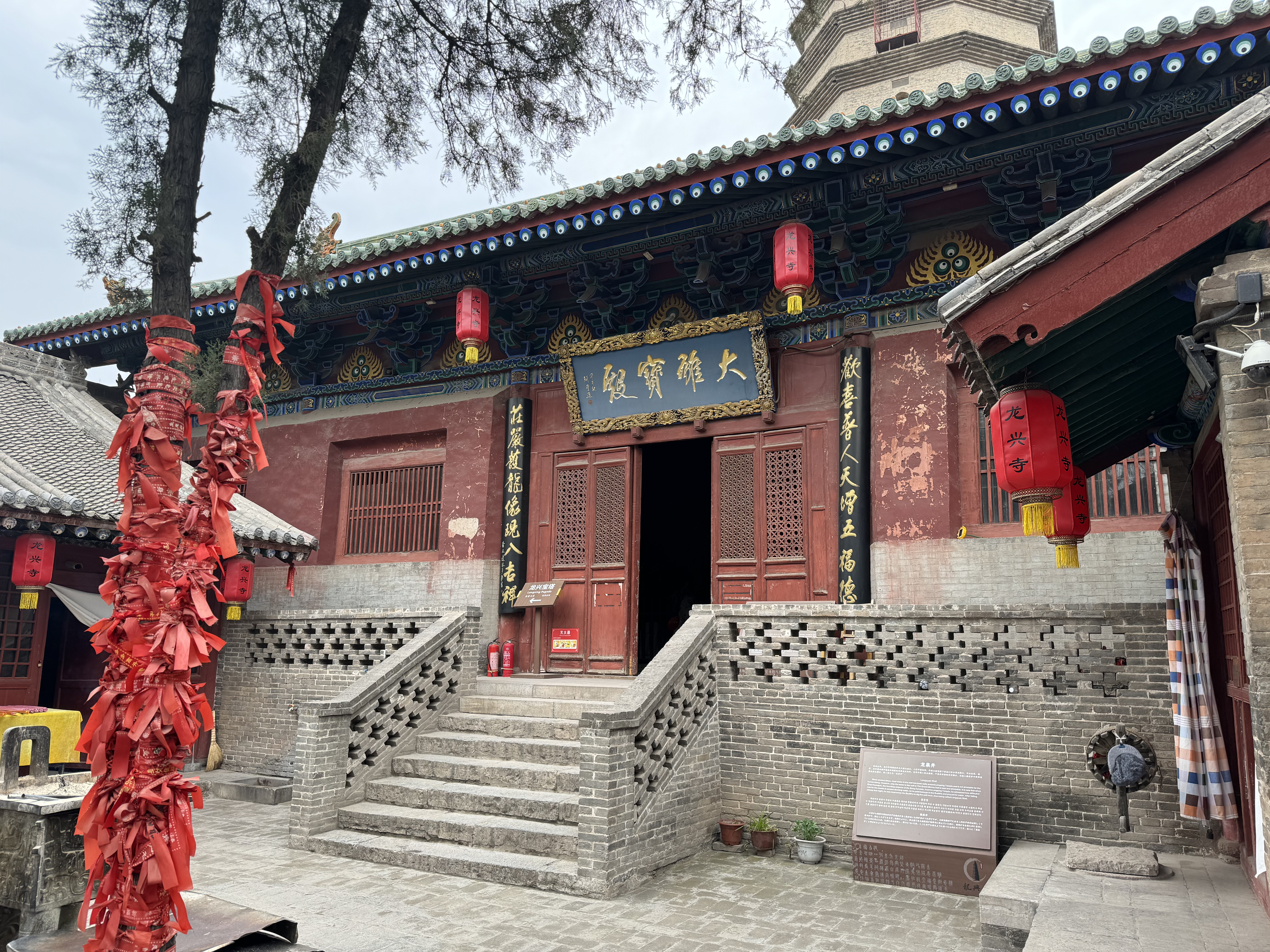
大雄宝殿
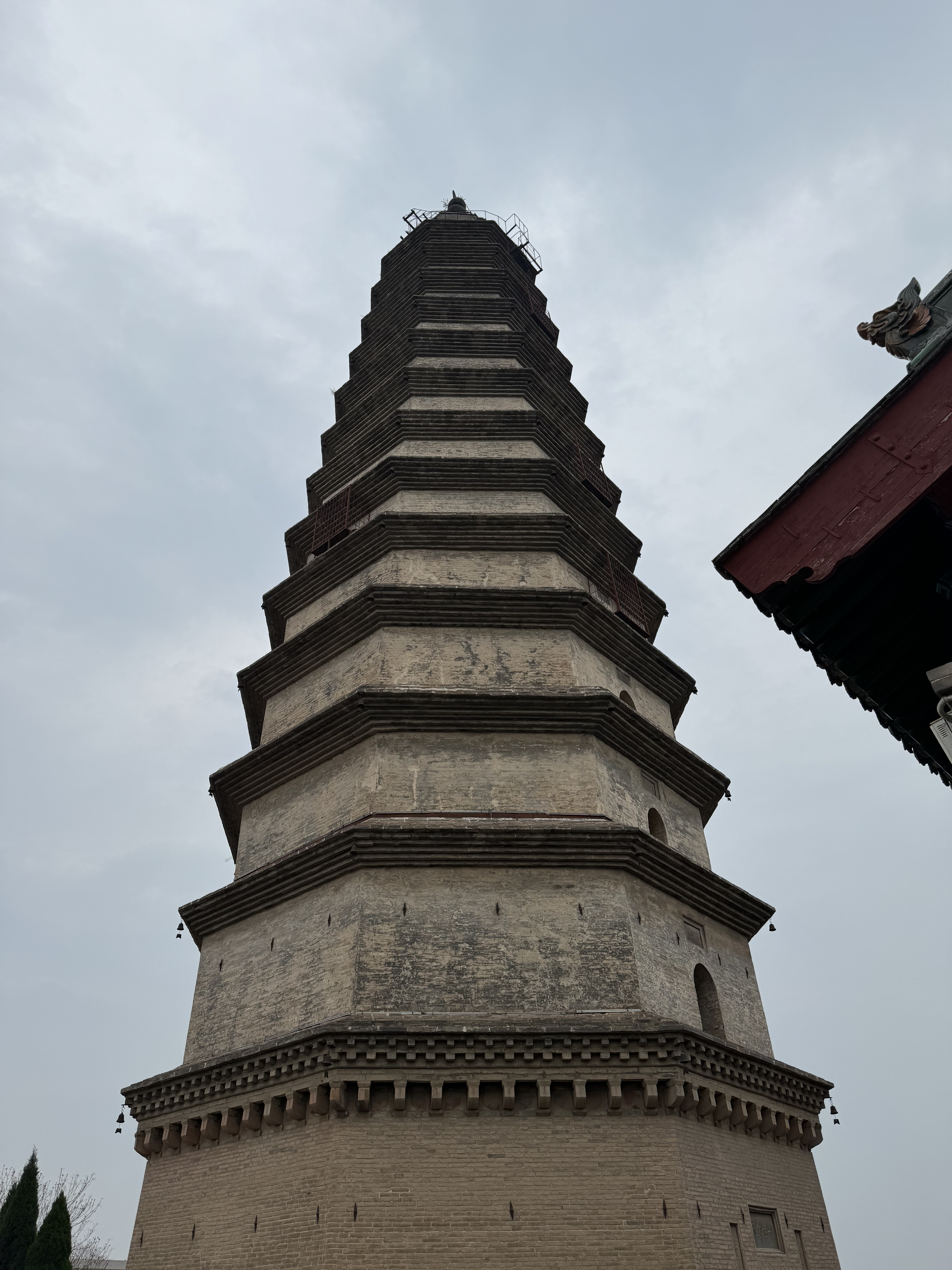
龙兴寺塔
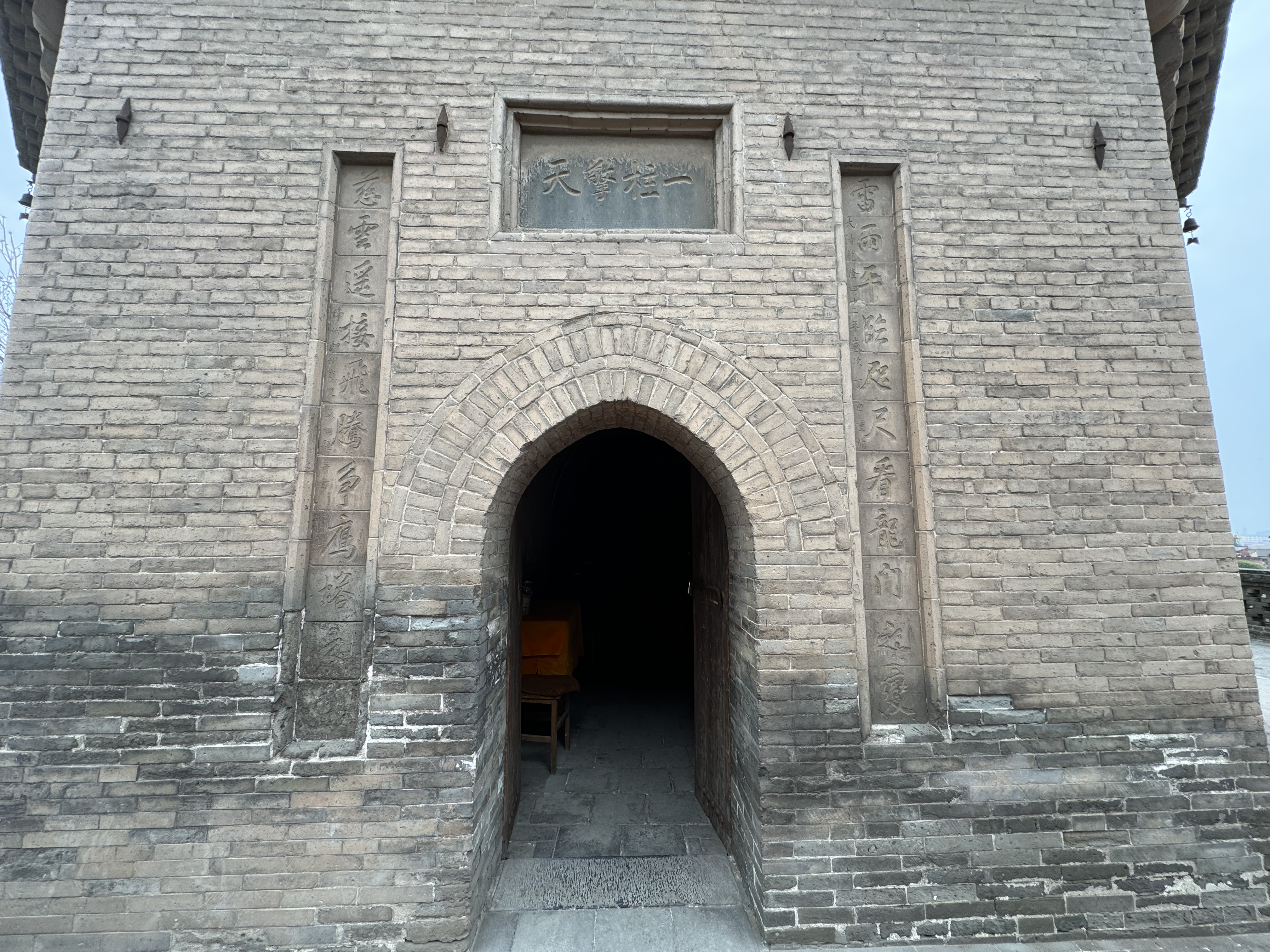
龙兴寺塔门

## 龙兴寺大雄宝殿

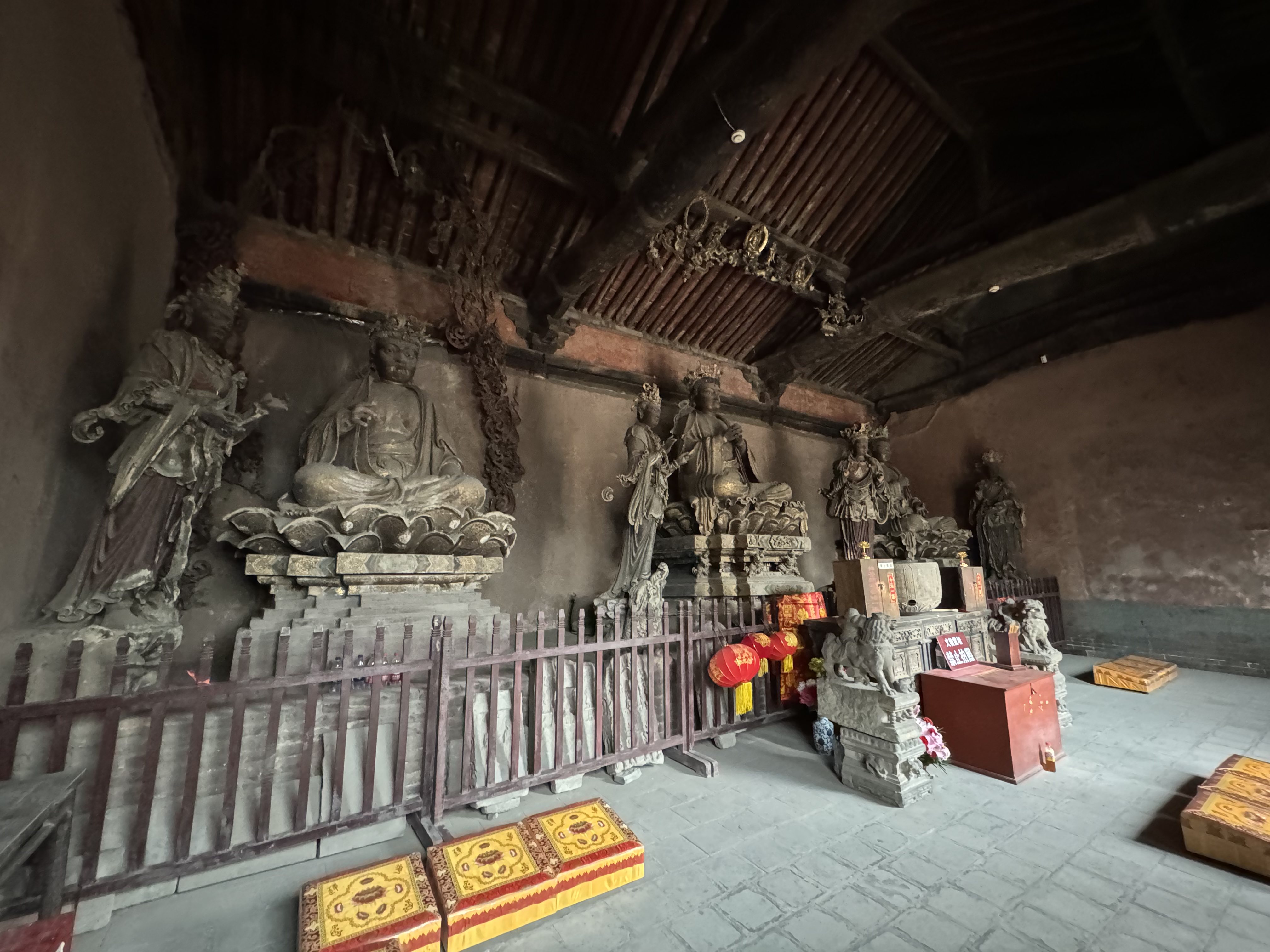
大雄宝殿内景

龙兴寺大雄宝殿(正殿)为元代建筑，坐北向南，面阔五间，进深四椽。悬山顶，五铺作双下昂斗拱，面积为178平方米。殿内塑三身佛，彩塑7尊。彩塑高4.5米，为宋金风格风格（偏向金代风格）。
殿内中间为法身佛“毗卢遮那佛”，东侧（左侧）为报身佛“卢舍那佛”，西侧（右侧）为应身佛“释迦摩尼佛”。三佛身旁为四位胁侍菩萨（观音、地藏、文殊、普贤）。

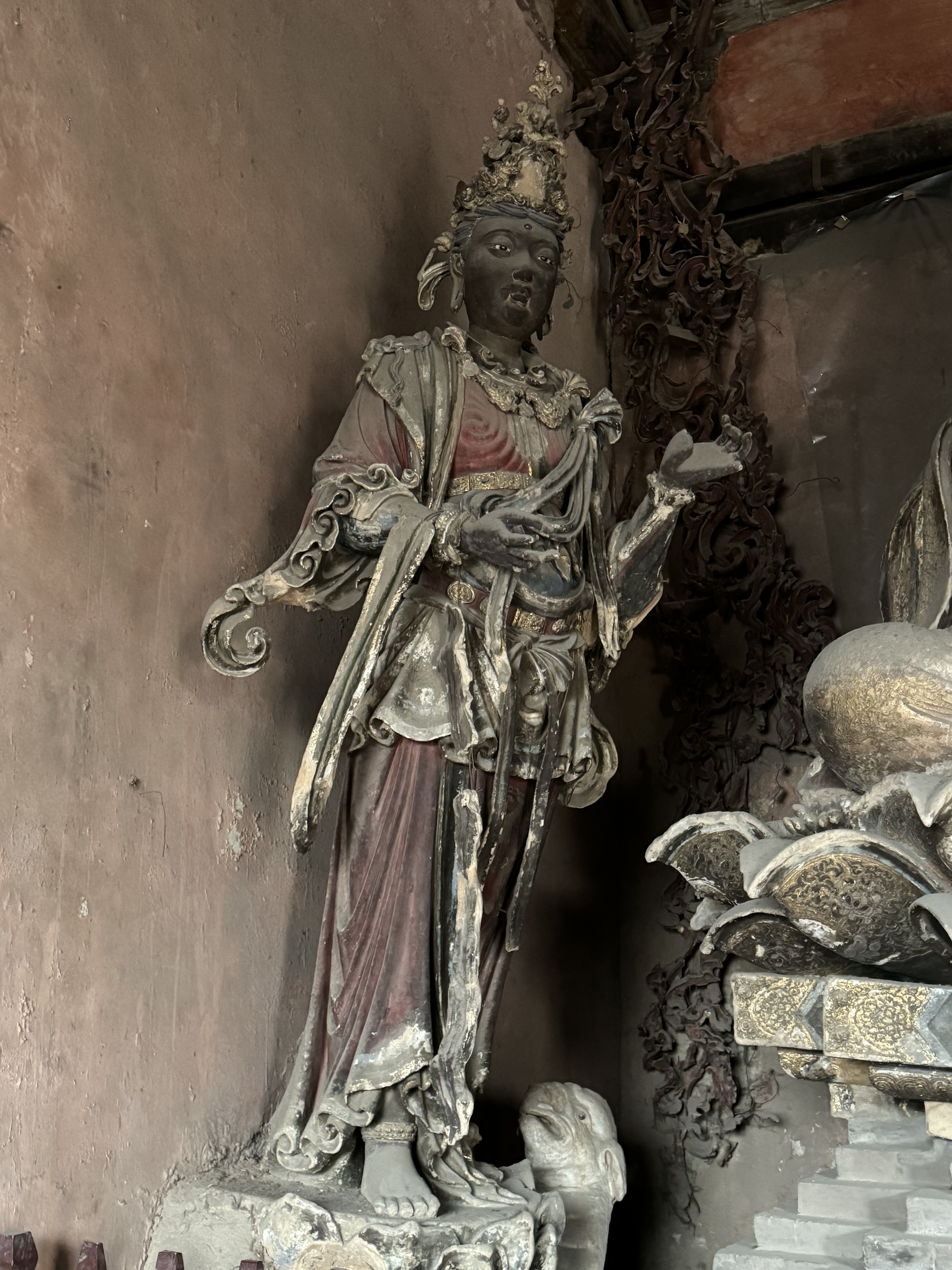
卢舍那佛胁侍菩萨
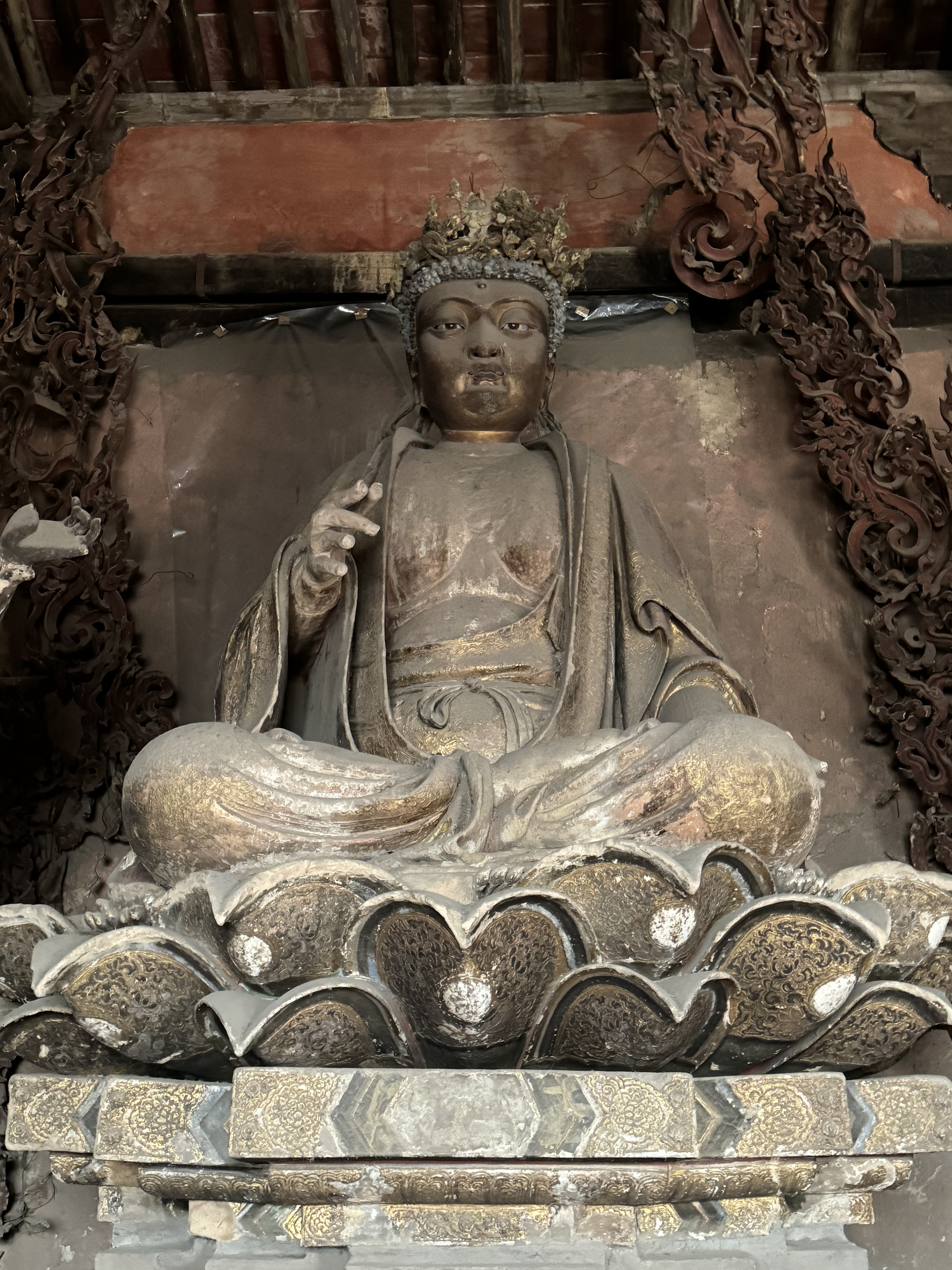
卢舍那佛
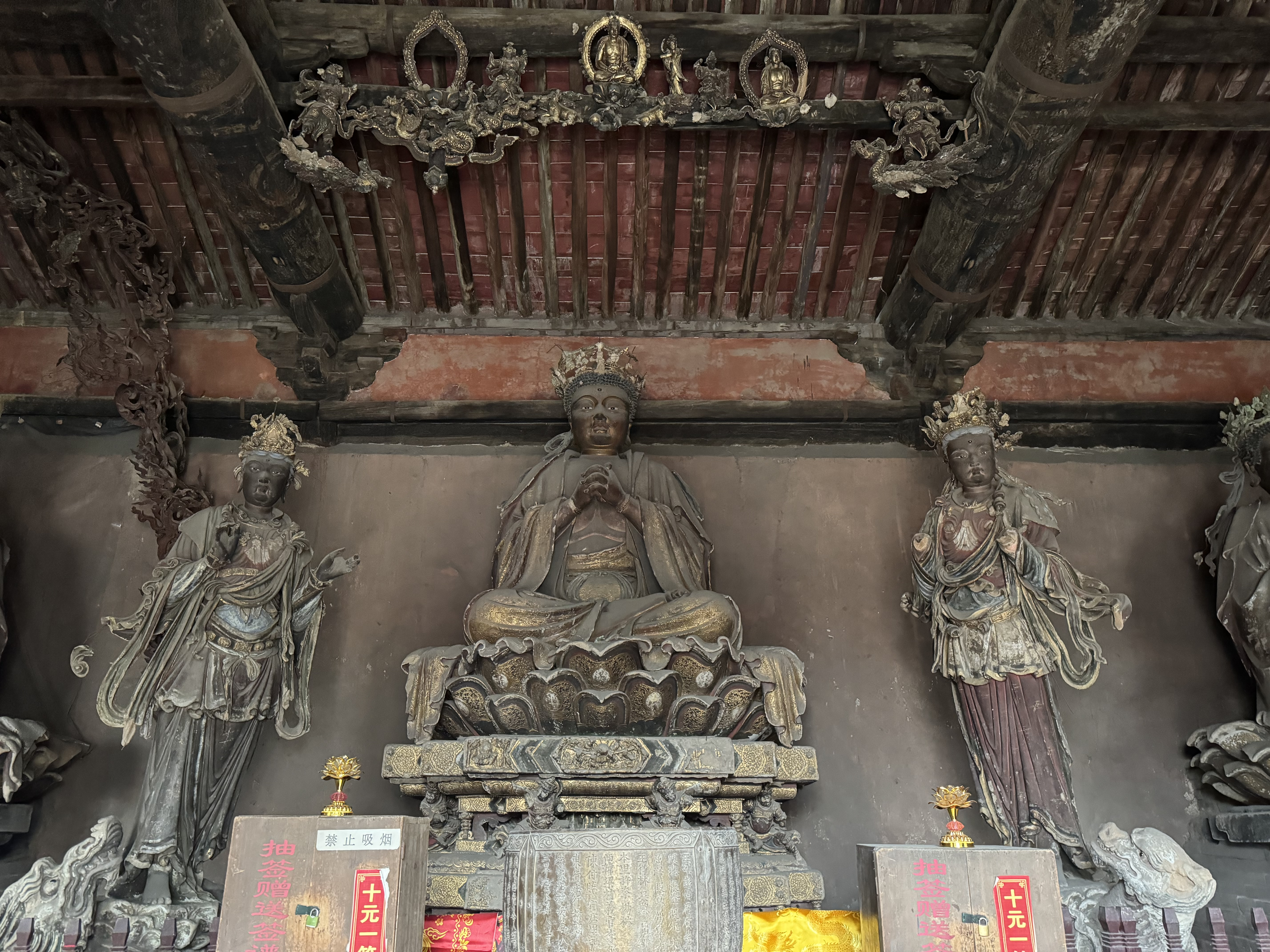
毗卢遮那佛
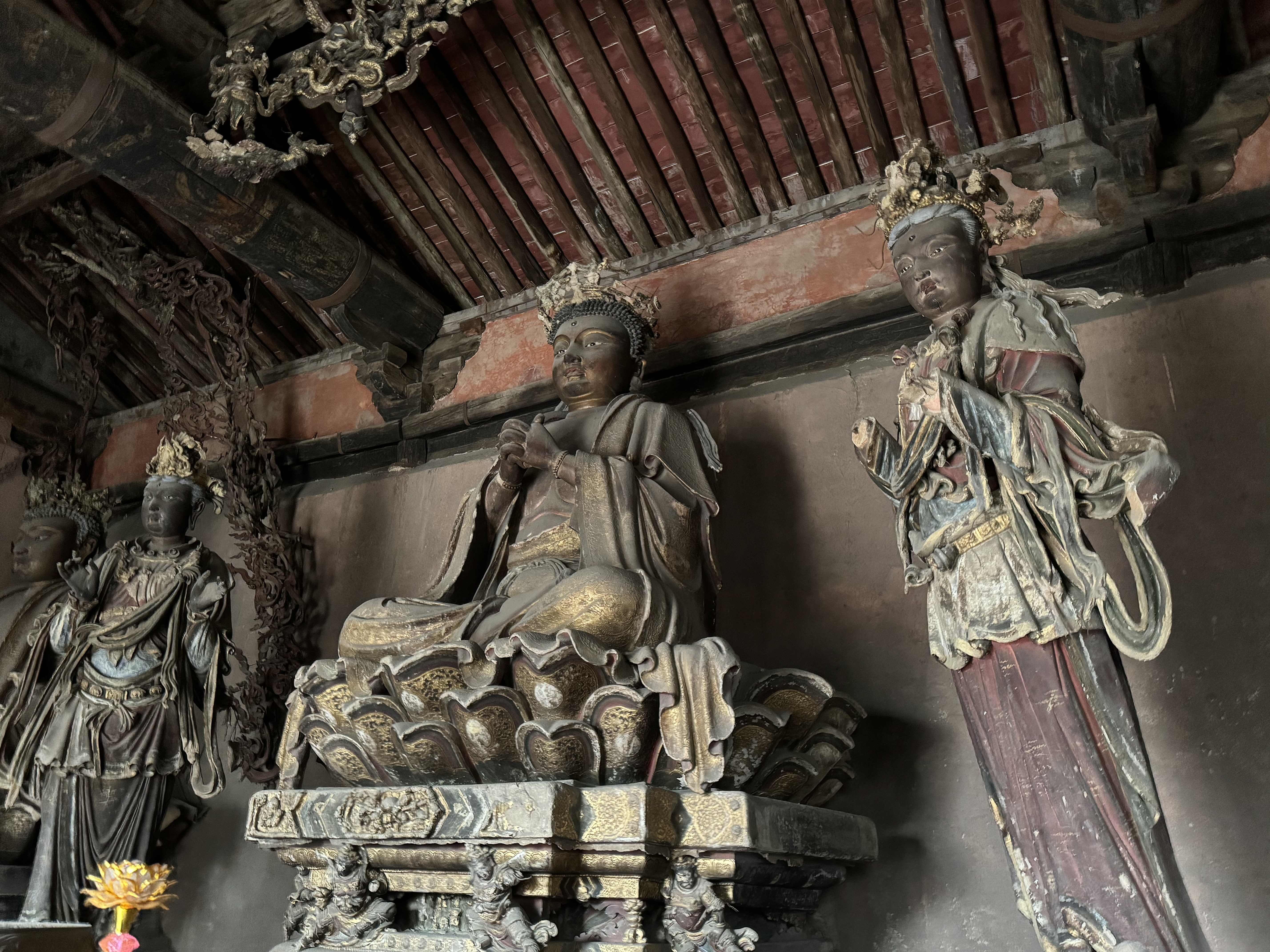
毗卢遮那佛侧照
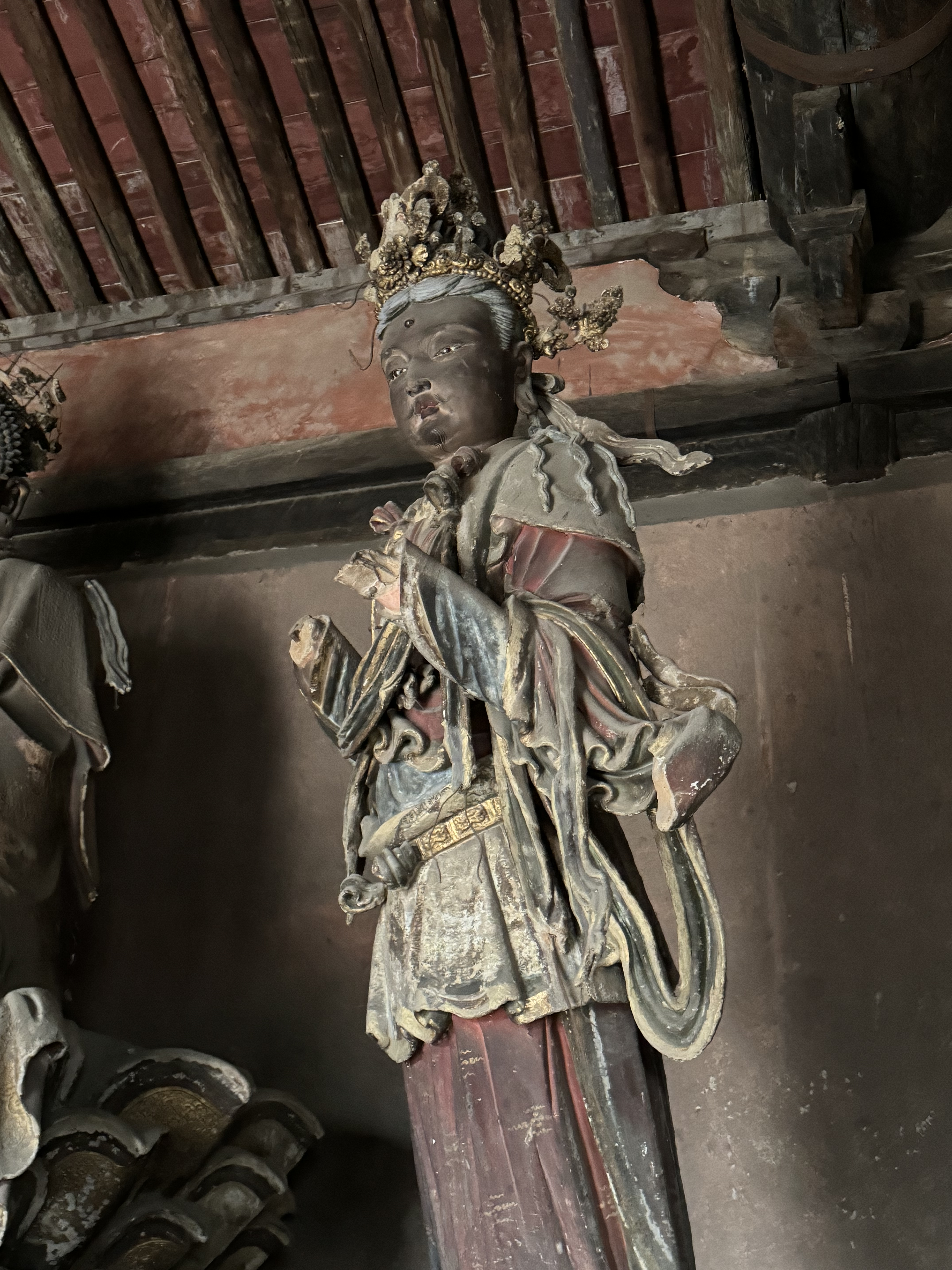
毗卢遮那佛胁侍菩萨
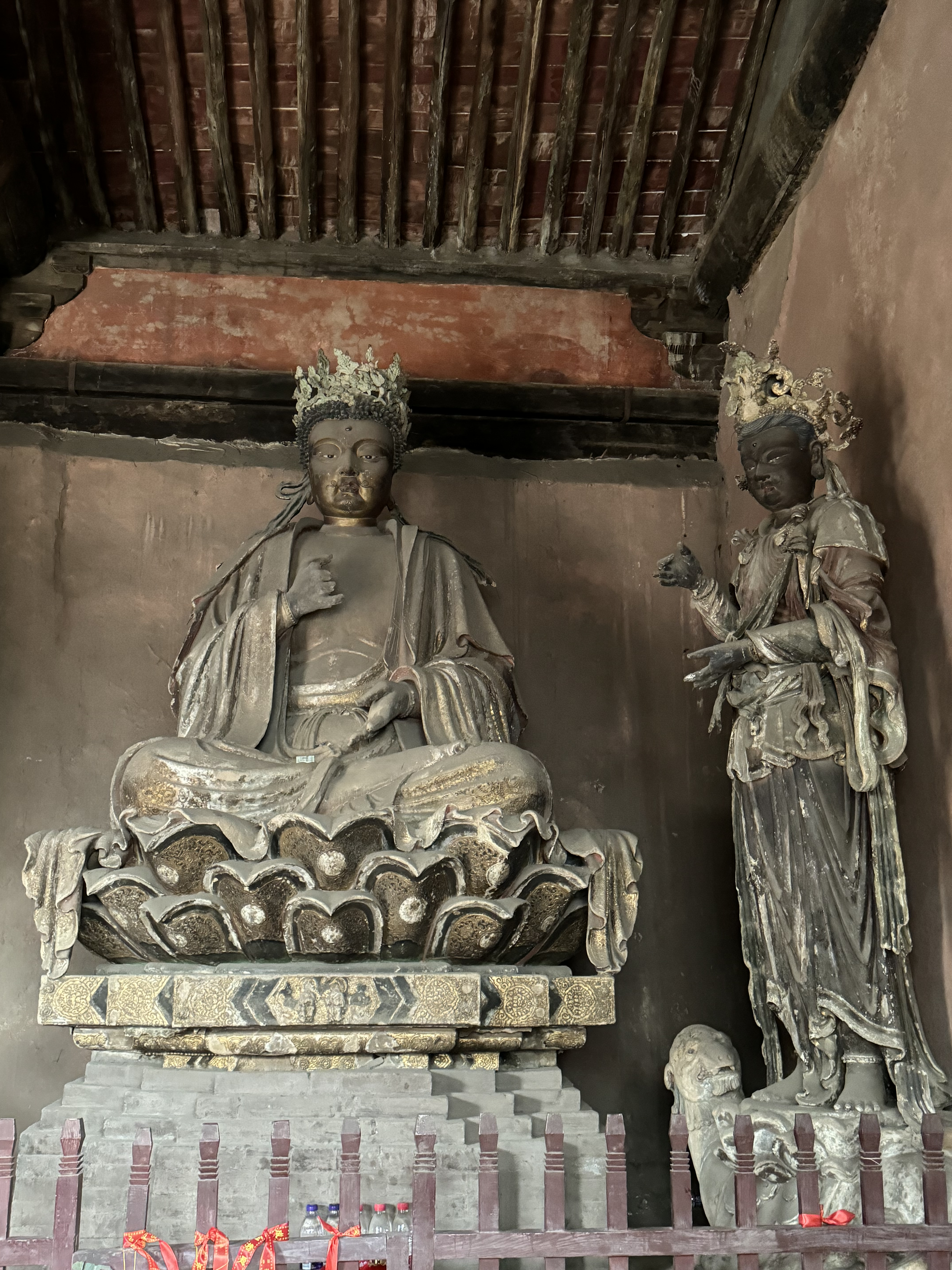
释迦摩尼佛
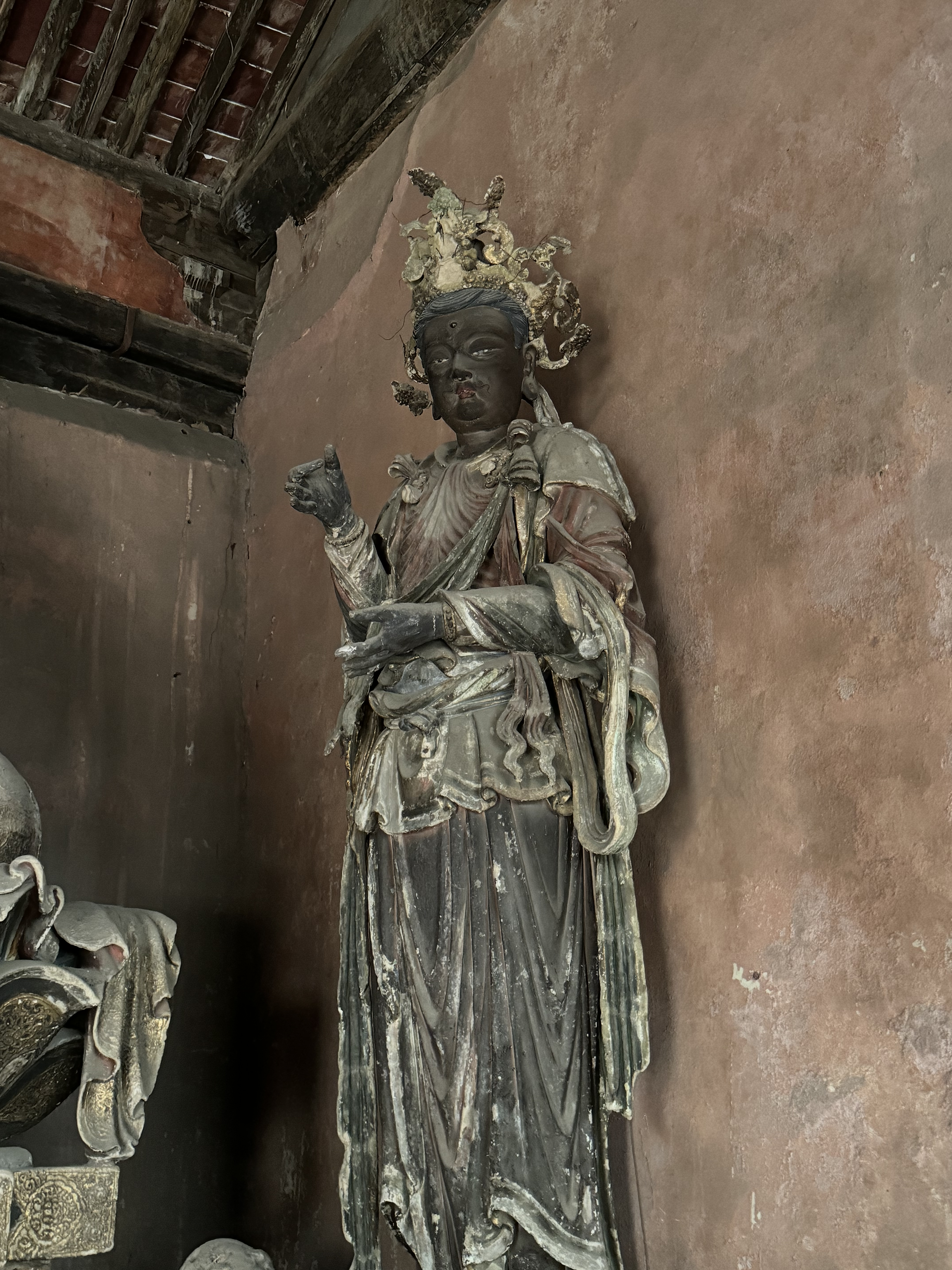
释迦摩尼佛胁侍菩萨

## 保护
1991年，新绛龙兴寺正式作为景点对外开放。
1996年1月，新绛龙兴寺被评为山西省重点文物保护单位。
2006年，新绛龙兴寺公布为第六批全国重点文物保护单位，编号6-427。
2014年10月，山西省古建筑保护研究所启动总投资约300万元人民币的修缮工程。
2014年，新绛县文物部门对“文革”时期被挖的佛像的眼珠进行了修复。